# Session: Skate Sim
Session: Skate Sim es un videojuego en desarrollo de Deportes desarrollado por la estudio independiente Crea-ture Studios de Montreal (estilizado como creature Studios Inc.) y publicado por Nacon. Fue lanzado el 22 de septiembre de 2022 para Microsoft Windows, Xbox One, PlayStation 4, PlayStation 5 y Xbox Series X/S, y el 16 de marzo de 2023 en Nintendo Switch. El proyecto fue financiado con éxito a través de una campaña de Kickstarter en noviembre de 2017, dentro de los tres días de su apertura.
El juego fue considerado por muchos como el sucesor espiritual de la serie Skate.

## Jugabilidad
Session: Skate Sim es un videojuego con final abierto, que promete no contar con un sistema de puntuación, y poseer un esquema de control diferente. El juego se presenta con un estilo de lente, de una vieja cinta VHS.

## Desarrollo
Session: Skate Sim fue concebido en 2015 bajo el título Project: Session. Desde entonces, los dos años que siguieron, muchos fanáticos y clientes de venta discutieron, sobre la gran necesidad de un nuevo juego de monopatinaje. El desarrollador Marc-Andre Houde describió la inspiración del juego como una pasión por el deporte. Houde también afirmó que el juego se desarrollaría usando el motor Unreal Engine 4. Originalmente, el equipo había planeado construir el juego con el motor Unity, pero el equipo se sintió atraído por las capacidades multijugador del Unreal.
A principios de noviembre de 2017, crea-ture Studios lanzó una demostración gratuita para Session: Skate Sim. Un avance lanzado por el equipo que muestra varios elementos de demostración, que se encuentra en una cárcel sin nombre, y se le permite a los jugadores patinar libremente en un parque de patinaje cerrado. Más tarde ese mes, el equipo abrió el proyecto con una campaña Kickstarter, que alcanzó con éxito su objetivo inicial después de tres días.
Durante la conferencia de Microsoft en E3 2018 se presentó un tráiler de Session: Skate Sim.
Desde 2019, Session: Skate Sim estuvo en el programa Game Preview en Xbox y en Steam como Early Access. Al pasar de los años, se le fueron dando actualizaciones frecuentes al juego. En 2021, Crea-ture anunció que Session: Skate Sim sería publicado por la compañía francesa Nacon.
Finalmente, en 2022, Crea-ture reveló que el juego saldría en su versión final en septiembre del mismo año. 

### Pro-Skaters
Annie Guglia
 Antiferg
 Beagle
 Billy Marks
 Chris Cole
 Daewon Song
 Dane Burman
 Donovan Strain
 Jahmir Brown
 Louie Barletta
 Manny Santiago
 Mark Appleyard
 Nora Vasconcellos
 RibsMan
 Ryan Thompson
 Samarria Brevard
 Torey Pudwill